# Chiesa di San Giorgio a Monteverdi
La chiesa di San Giorgio a Monteverdi era un edificio religioso situato nel territorio comunale di Civitella Paganico. La sua esatta ubicazione era presso l'omonima località nei pressi di Paganico, nell'area ove attualmente sorge la Fattoria di Monteverdi.

## Storia e descrizione
Di origini medievali, la chiesa è citata per la prima volta in un documento datato 1194, quando risultava suffraganea della Pieve di San Giovanni Battista ad Ancaiano, che si trovava presso il Castello di Monte Antico. In epoca duecentesca sorsero una serie di contese tra la pieve di Ancaiano e l'Abbazia di San Lorenzo al Lanzo per le nomine del parroco di Monteverdi, che furono risolte temporaneamente a favore dei monaci della Badia Ardenghesca, prima che la chiesa rientrasse nell'Arcidiocesi di Siena. L'esistenza dell'edificio religioso era provata ancora durante in Quattrocento, quando risultava ancora una parrocchia dell'arcidiocesi. La sua scomparsa, avvenuta quasi certamente nel corso del Cinquecento, fu la conseguenza dell'abbandono dell'insediamento castellano di Monteverdi, avvenuto tra la fine del Duecento e gli inizi del Trecento, dopo la fondazione del vicino centro di Paganico. Nel corso del Seicento, quando venne realizzata la Fattoria di Monteverdi dalla famiglia Patrizi, che all'epoca possedeva anche il Castello di Colle Massari, l'edificio religioso non risultava più esistente; in sua sostituzione venne costruita la Cappella di Sant'Antonio abate a Monteverdi.
Pur essendo state perse completamente tutte le tracce del luogo di culto di origini medievali, la sua esatta ubicazione è stata facilmente identificata grazie al toponimo e ai numerosi documenti risalenti a varie epoche.